# Via siberiana

La mappa della via siberiana nel XVIII secolo (verde) e all'inizio del XIX secolo (rosso).

La Via siberiana (in russo Сибирский тракт?, Sibirskij trakt), nota anche come la Strada di Mosca (in russo Московский тракт?, Moskovskij trakt) e la Grande Strada (in russo Большой тракт?, Bol'šoj trakt), era una strada storica che collegava la Russia europea alla Siberia e alla Cina.

## Storia
La costruzione della strada fu decretata dallo zar due mesi dopo la conclusione del trattato di Nerčinsk, il 22 novembre 1689, ma non iniziò fino al 1730 e non fu terminata fino alla metà del XIX secolo. Precedentemente, il trasporto siberiano era avvenuto per la maggior parte via fiume, attraverso le vie fluviali siberiane. I primi coloni russi arrivarono in Siberia attraverso la via fluviale di Čerdyn' che fu soppiantata dalla rotta carovaniera di Babinov alla fine degli anni 1590. La città di Verchotur'e negli Urali era il punto più orientale della via di Babinov.
La Via siberiana, molto più lunga, iniziava a Mosca come via di Vladimir e passava attraverso Murom, Kozmodemjansk, Kazan', Perm', Kungur, Ekaterinburg, Tjumen', Tobol'sk, Tara, Kujbyšev, Tomsk, Enisejsk e Irkutsk. Dopo aver attraversato il Lago Baikal la strada si divideva vicino a Ulan-Udė. Una diramazione continuava verso est a Nerčinsk, mentre l'altra andava verso sud al posto di confine di Kjachta, dove si collegava alle carovane di cammelli che attraversavano la Mongolia verso una porta della Grande Muraglia a Kalgan.
All'inizio del XIX secolo, la rotta fu spostata a sud. Da Tjumen' la strada procedeva attraverso Jalutorovsk, Išim, Omsk, Tomsk, Ačinsk e Krasnojarsk probabile ma di riunirsi alla vecchia rotta a Irkutsk. Essa rimase un'arteria vitale che collegava la Siberia con Mosca e l'Europa fino agli ultimi decenni del XIX secolo, quando fu soppiantata dalla Ferrovia Transiberiana e dalla Strada carrabile di Amur. L'equivalente automobilistico è la Strada transiberiana.

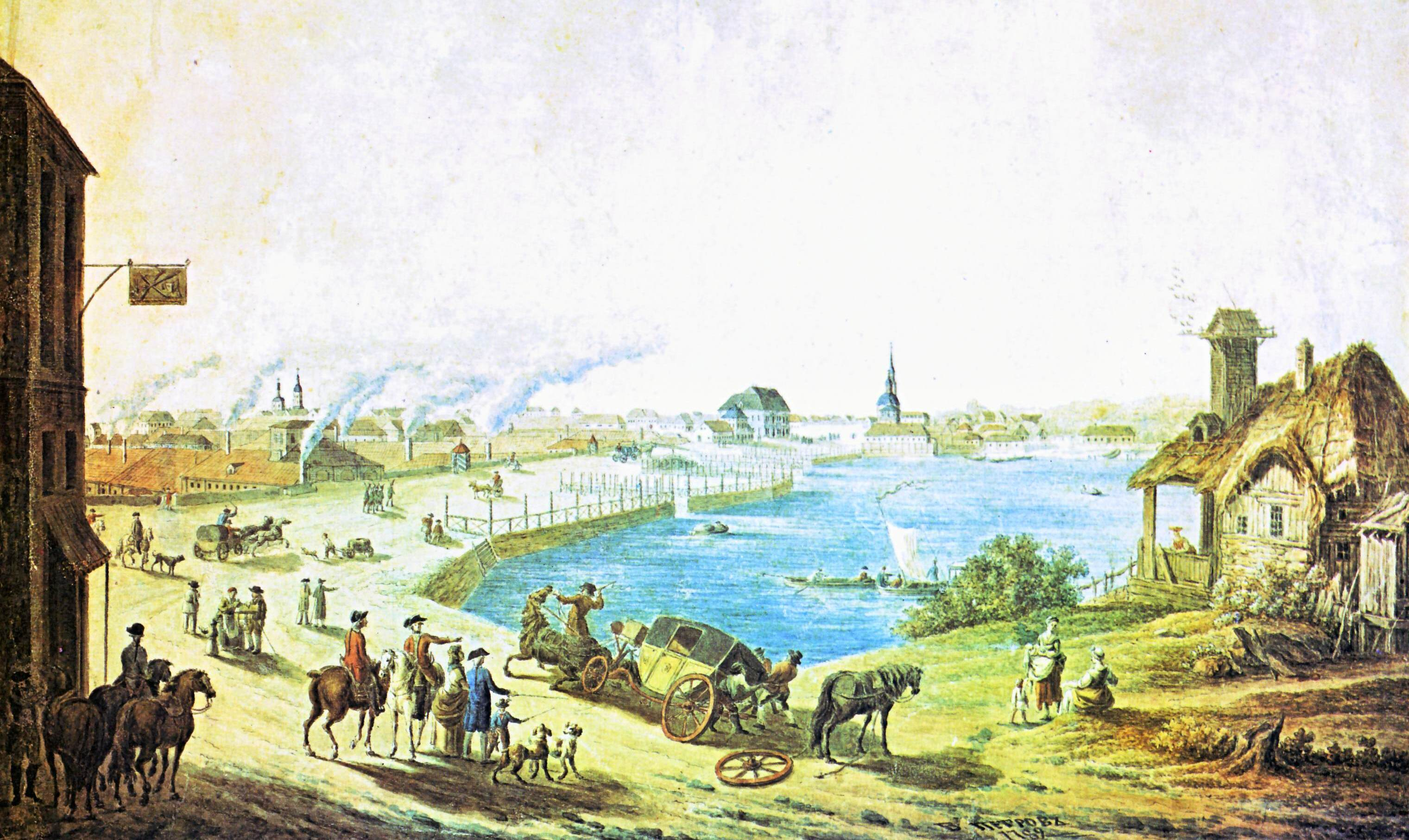
Viaggiatori a Ekaterinburg, 1789

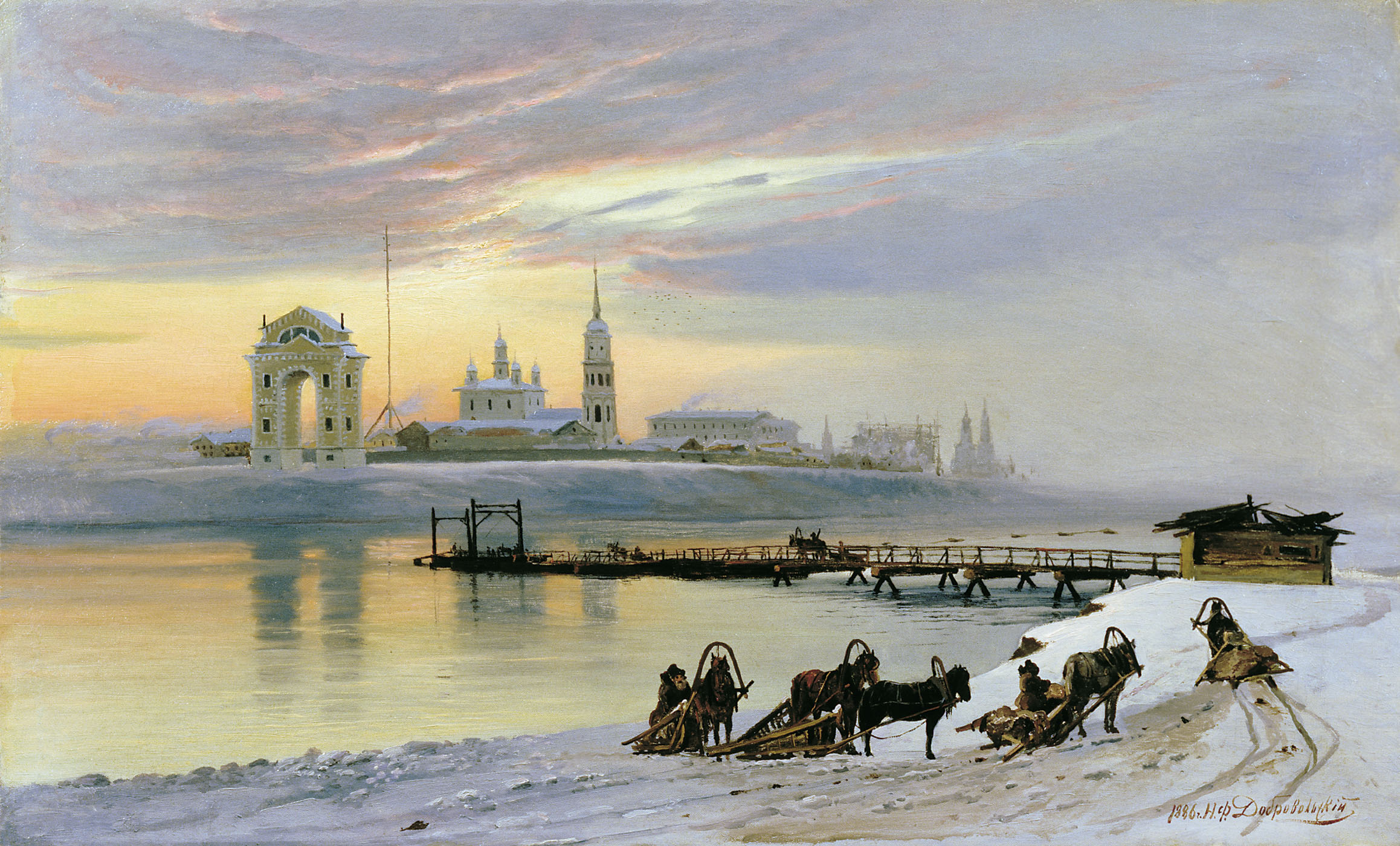
Attraversando l'Angara a Irkutsk, 1886.

## Etimologia ed eredità del nome
La Via siberiana era nota anche come la Via del tè, a causa delle grandi quantità di tè che erano trasportate dalla Cina all'Europa attraverso la Siberia. Charles Wenyon, che passò per la  "Grande Via postale" (Great Post Road) nel 1893, aderiva alla credenza popolare che "il miglior tè prodotto in Cina va in Russia".
Nel 1915, la Cina esportava in Siberia 70.297 tonnellate di tè, che ammontavano al 65% delle esportazioni totali di tè del paese. La rotta è l'omonima della miscela di tè Russian Caravan.
Essa era importa principalmente sotto forma di pesanti mattoni di tè compressi che consentivano a ciascun cammello di portarne grandi quantità in maniera più compatta e potevano anche fungere da unità di valuta. Da Kjachta il tè era trasportato alla fiera di Irbit per ulteriori transazioni  commerciali. Un altro popolare articolo d'importazione cinese era la radice di rabarbaro essiccata, che veniva venduta a est di San Pietroburgo "per quindici volte quello che costava a Kjachta".